# Lydie Massard
Lydie Massard (Saint-Brieuc, 24 agosto 1978) è una politica francese, membro dell'Unione Democratica Bretone (UDB) ed europarlamentare dal 2023 al 2024.
È stata portavoce dell'UDB tra il 2015 e il 2023. È co-portavoce della federazione Regioni e Popoli Solidali dall'agosto 2022.
Il 24 settembre 2023, succede a Yannick Jadot, senatore eletto per Parigi, al Parlamento europeo.

## Biografia
Cuoca presso un liceo professionale di Pontivy, nel 2015 ha aderito all'Unione Democratica Bretone.
Nel 2017 è candidata supplente nella 3a circoscrizione del Morbihan con la lista Oui la Bretagne – una coalizione che riunisce il Movimento Bretagna e Progresso (MBP) di Christian Troadec e l'UDB – poi alle elezioni europee del 2019, al 14° posto nella lista Europa Ecologia guidata da Yannick Jadot.
Alle elezioni comunali del 2020, si è presentata nella lista "Demain Pontivy écologique et solidaire" guidata da Marie Madeleine Doré-Lucas (LFI), ma non è stata eletta. L'anno successivo, si è candidata nel cantone di Pontivy alle elezioni dipartimentali del 2021, in coppia con Gabriel Auffret, ottenendo il 12,54% dei voti espressi.
Nel 2022, si candida nuovamente per l'UDB e l'R&PS nella terza circoscrizione e ottiene l'1,92% dei voti al primo turno. Al secondo turno, sostiene la ribelle Marie Madeleine Doré-Lucas, candidata del NUPES, ma sottolinea che "l'UDB ha profondi disaccordi con la France insoumise e il suo leader Jean-Luc Mélenchon".
Nel settembre 2023, in seguito all'elezione di Yannick Jadot al Senato, è diventata europarlamentare e ha raggiunto François Alfonsi (Femu a Corsica) sui banchi del Parlamento europeo. È quindi la seconda parlamentare del movimento Regioni e Popoli Solidali durante la IX legislatura.
Dall'agosto 2022 è anche co-portavoce di R&PS.